# Toro de coure de Tell al-'Ubaid
El Toro de coure és una escultura trobada al jaciment de Tell al-'Ubaid, a prop de l'antiga ciutat sumèria d'Ur, al sud de l'Iraq, per Leonard Woolley el 1923. L'escultura, que data del 2600 abans de la nostra era, encara es troba al Museu Britànic, a Londres.

## Descobriment
L'escultura aparegué juntament amb molts altres objectes en la base d'uns fonaments a Tell al-'Ubaid. La va trobar Leonard Woolley, que treballava per a la Universitat del Museu de Pennsilvània d'Arqueologia i Antropologia i per al Museu Britànic. La base que amagava l'escultura era una plataforma feta de rajola i tova que suportava un temple a la dea Ninhursag. L'escultura del toro havia estat aixafada per la maçoneria del temple enfonsat. Woolley trobà restes de més toros semblants, però només aquest i un altre més s'hi trobaren complets.
Ninhursag era una dea protectora de les pastures, per això hi ha nombroses figures de vaques i toros, tant escultures com relleus, trobades en les ruïnes del temple; es deia que la llet d'aquest bestiar sagrat nodria els reis.

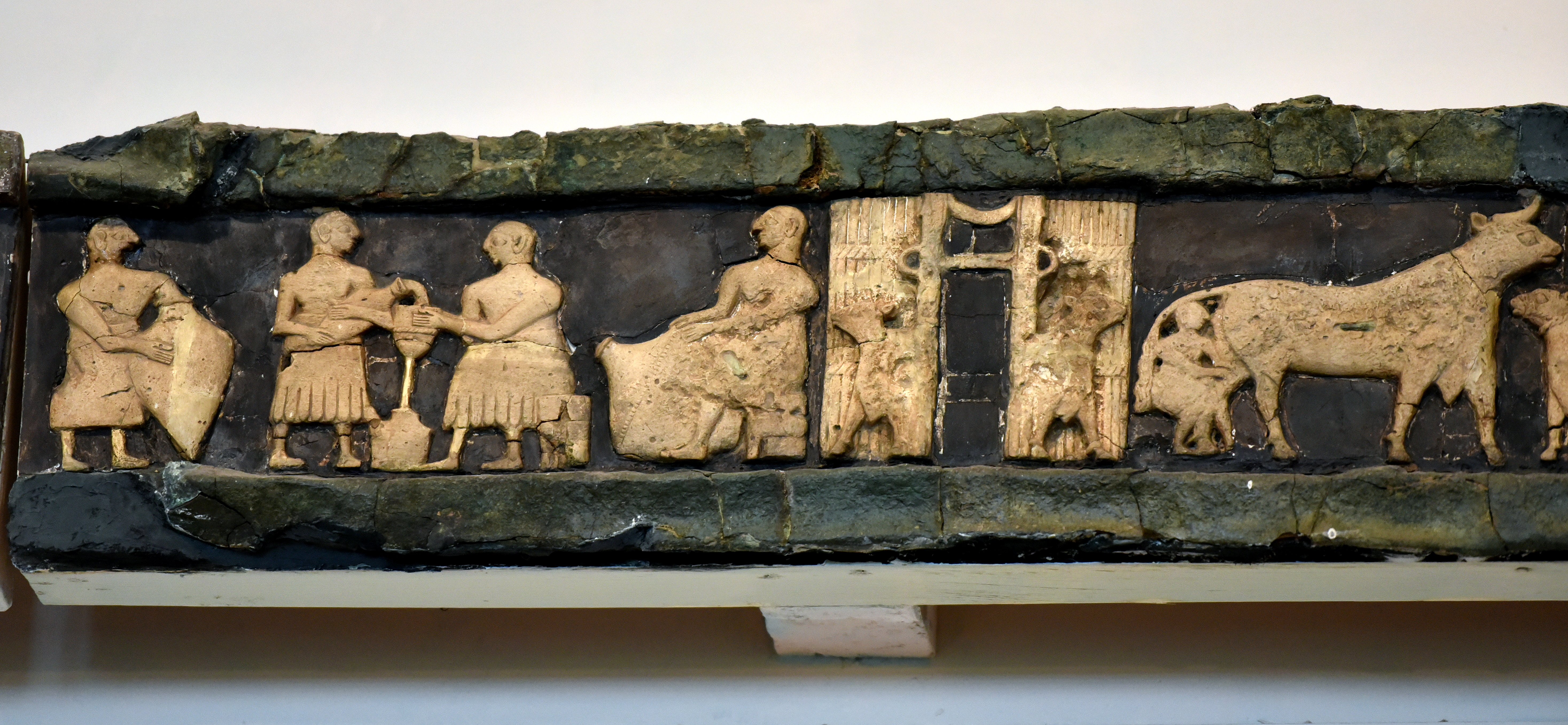
Famós fris de la façana del temple, mostrant la fabricació de làctics en els estables, amb el munyiment a la dreta i a l'esquerra el colat i batut en grans atuells per a obtenir nata, mantega i formatge

## Construcció
L'escultura s'havia realitzat a partir d'un model de fusta. Després es cobrí amb betum. El toro es va xapar per parts. Les potes de fusta recobertes amb làmines de coure batut s'hi afegiren amb tatxes. Després es col·locà sobre el cos una làmina més gran amb una fulla diferent per a les espatles. Aquestes làmines se subjectaren amb claus de cap pla al llarg de la part posterior de les potes, els malucs i el ventre. Les làmines del cos es van superposar on s'unien les de les potes.
Uns perns de coure sostenien les potes a la base i el cap amb una clavilla de fusta. Les banyes i les orelles s'hi afegiren després.(3)

## Recuperació
Quan trobaren l'escultura, la fusta feia temps que s'havia descompost i el toro es va haver de recuperar tirant cera al voltant de les fràgils restes que després van ser extretes i laboriosament reconstruïdes. El toro que encara és al Museu Britànic inclou una banya, part de la cua i les peülles desaparegudes, per a mostrar el toro complet.(1)

## Propietat
El Toro de coure continua sent propietat del Museu Britànic. Els artefactes descoberts per Woolley es van compartir entre l'estat iraquià, que va rebre un 50% dels objectes, i el Museu Britànic i la Universitat del Museu de Pennsilvània d'Arqueologia i Antropologia, que rebrien cadascú un 25% dels objectes. Ur fou un dels primers jaciments excavats sota la llei d'antiguitats de l'Iraq, elaborada per la britànica Gertrude Bell.